# Аристон из Александрии
Аристон из Александрии (др.-греч. Ἀρίστων ὁ Ἀλεξανδρεύς; I век) — греческий философ-перипатетик, современник Страбона.
Он написал работу о Ниле. Евдор написал похожую книгу по названию и содержанию, и оба автора обвинили друг друга в плагиате. Кто прав неизвестно, хотя Страбон был на стороне Аристона.